# Velamysta phengites
Velamysta phengites är en fjärilsart som beskrevs av Fox 1945. Velamysta phengites ingår i släktet Velamysta och familjen praktfjärilar. Inga underarter finns listade i Catalogue of Life.